# Гнатенко Григорій Іванович

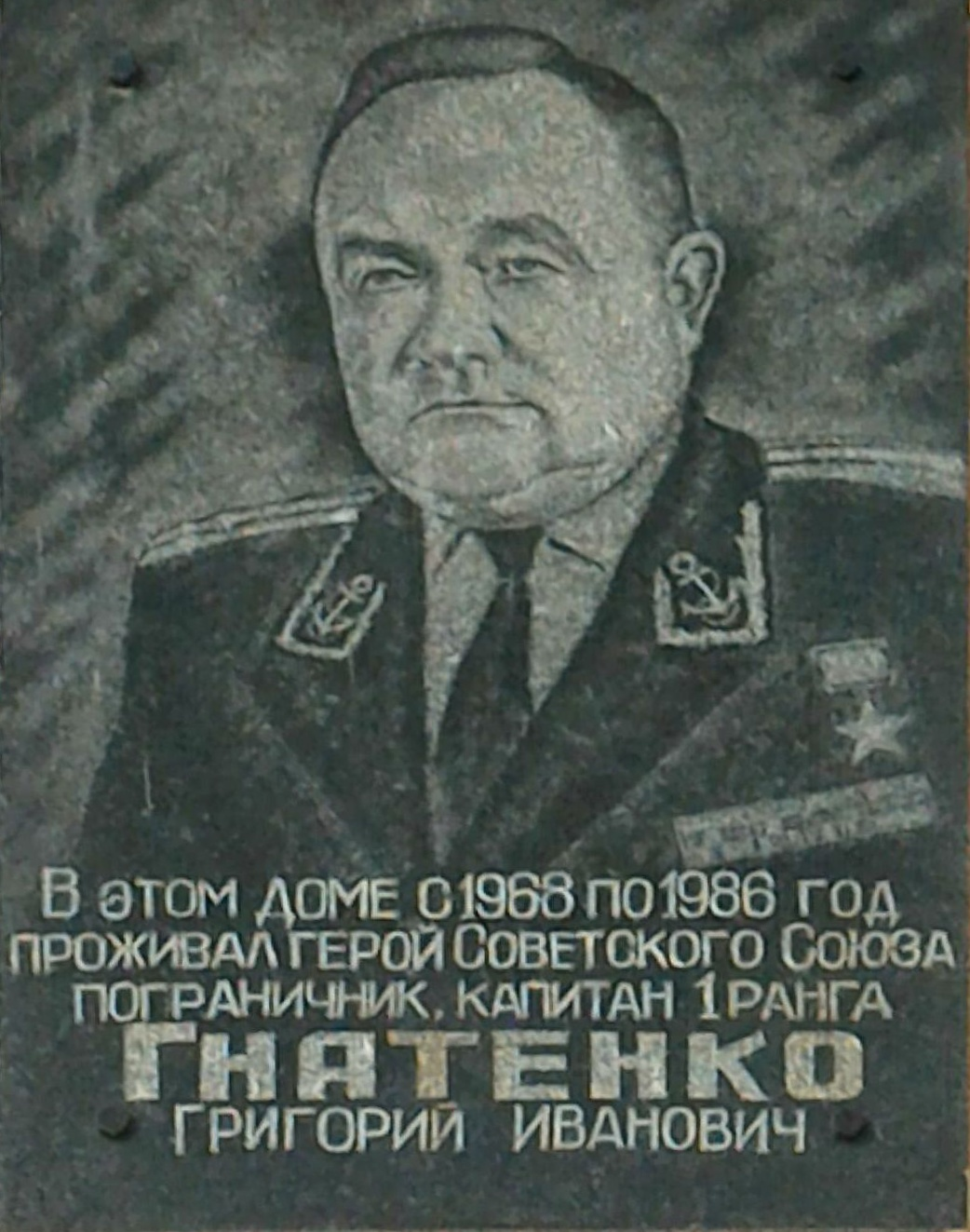
Пам'ятна дошка на будинку № 10 на вулиці 1 Травня в Чорноморську, де жив Григорій Гнатенко в 1968—1986

Григо́рій Іва́нович Гнатенко (нар. 10 (23) січня 1914, Гельсінкі — пом. 3 лютого 1986, Іллічівськ) — Герой Радянського Союзу, командир 6-го дивізіону СКА Чорноморського флоту, капітан 1 рангу.

## Біографія
Народився 10 (23) січня 1909 року в місті Гельсінкі. Українець.
У 1937 році закінчив Вище військово-морське училище імені Фрунзе. До початку Великої Вітчизняної війни проходив службу в 26-му Одеському морському прикордонному загоні, спочатку командиром бойової частини, а потім і начальником штабу 26-го дивізіону.
У серпні 1941 року командував групою сторожових катерів, прикриваючи судна Дунайської флотилії. З вересня 1941 року дивізіон брав участь у десантах морської піхоти під Одесою. Під час оборони Одеси його катери перебували в дозорі, доставляли розвідників у тили противника, конвоювали транспорти, обстрілювали берег, зайнятий противником, і відбивали безперервні авіанальоти. 30 жовтня 1941 року, перебуваючи на борту катера СКА 0120, поранений Г. І. Гнатенко замінив командира, який вийшов зі строю: став за штурвал і продовжував керувати боєм. При цьому був збитий німецький літак. Після виписки зі шпиталю Г. І. Гнатенка призначили командиром 5-го дивізіону катерів-тральщиків Керченської військово-морської бази, де катери під його командуванням ставили мінні загородження і доставляли боєприпаси до обложеного міста Керч.
Після другого поранення в травні 1942 року, Г. І. Гнатенко був призначений командиром 6-го дивізіону СКА Чорноморського флоту. У серпні — вересні 1942 року катери дивізіону «Малые охотники» евакуювали радянські війська з Таманського півострова. У вересні 1943 року група катерів-мисливців серед перших увірвалася до Цемеської бухти, під час Новоросійської десантної операції, при цьому дістав важке поранення командир флагманського катера Ф. І. Усатенко. Командування прийняв на себе Г. І. Гнатенко, продовживши висадку десанту під ураганним вогнем противника, і потім вивів катер з порту Новоросійськ.
Указом Президії Верховної Ради СРСР від 22 січня 1944 капітану 3-го рангу Гнатенку Григорію Івановичу присвоєно звання Героя Радянського Союзу з врученням ордена Леніна і медалі «Золота Зірка» № 2902.
У квітні 1944 року Г. І. Гнатенко призначений командиром бригади сторожових катерів.
У 1954 році він закінчив Військово-морську академію, служив у ВМФ СРСР до 1956 року. Звільнений у запас у званні капітана 1-го рангу.
Помер 3 лютого 1986 року. Похований у місті Чорноморськ (до 17 лютого 2016 року — Іллічівськ).
Пам'ять

14 липня 1987 року ім'я Г. І. Гнатенка присвоєно прикордонному сторожовому кораблю Григорій Гнатенко.